# Деслор, Роже
Роже Деслор (? — после 1318) — руссильонский альмогавар, ректор и маршал Каталонской компании, правитель Афинского герцогства в 1311—1312, граф Салоны в 1312—1318.
Роже Деслор был дворянином из Руссильона. В 1302 году он присоединился к Каталонской компании — группе воинов-авантюристов, готовых поддержать оружием кого угодно за деньги. В 1310 году он посетил Афины, где встретился с герцогом Готье V де Бриеном и предложил ему помощь Каталонской компании в борьбе с его врагами — эпирским деспотом и византийским императором.
Герцог согласился, и каталонские наемники успешно усмирили его врагов. После этого Бриен решил оставить у себя на службе Деслора и отряд лучших каталонцев, а остальных отпустить без оплаты. Недовольные каталонцы заняли Афины, и герцогу вместе с Деслором пришлось выступить против них военным походом. В ходе кровопролитной битвы на Охроменской равнине 15 марта 1311 года мятежные каталонцы одержали решительную победу. Герцог и почти все его рыцари погибли, а Деслор попал в плен к бывшим соратникам.
После захвата страны каталонские воины разделили между собой владения и замки павших на поле баронов и рыцарей. Вместе с имуществом каталонцам достались жены и дочери побежденных. Завоеватели женились на них, и некоторые афинские знатные дамы получили себе мужей низкого происхождения, «едва ли достойных подать им воду для умывания».
Каталонцы нуждались в предводителе, и предложили знатному вельможе Бонифацию ди Верона, который служил ещё герцогу Ги II, герцогский титул в Афинах. Бонифаций имел репутацию «самого вежливого и благородного рыцаря из живущих», владел в герцогстве 13 замками и был уважаем каталонцами. Он уклонился от чести быть герцогом, опасаясь мести венецианцев, крайне недовольных успехами Каталонской компании. После того, как Бонифаций отказался, бразды правления страной были вручены Роже Деслору. У Каталонской компании появились опасные враги в лице венецианских триархов — правителей Негропонта. В 1312 году Деслор женился на вдове последнего графы Салоны, Тома III де Строманкура, и через брак стал владетелем Салонского графства в Фокиде. Не будучи властолюбивым человеком и желая защитить от врагов вверенные ему территории, Десслор начал вести переговоры с королём Сицилии Федериго II, приглашая его сына — пятилетнего принца Манфреда, занять афинский престол.
При новой поддержке Афинское герцогство могло не опасаться врагов. Король ответил согласием за сына, и отправил в Афины своего полководца Беренгара Эстаньола, которому Десслор передал бразды правления. После этого Роже Деслор удалился в своё Салонское владение, и мирно скончался после 1318 года. Однако, некоторые летописцы утверждают, что Десслор был лишен своего графства принцем-бастардом Альфонсо Фадрике.